# Менлан
Менлан (кит. спр. 勐朗镇, піньїнь: Mĕnglăng Zhèn) — містечко в південнокитайській провінції Юньнань, адміністративний центр Ланьцан-Лахуського автономного повіту у префектурі Пуер.

## Географія
Менлан розташовується на заході Юньнань-Гуйчжоуського плато, лежить на річці Наньланьхе (басейн Меконга).

### Клімат
Містечко знаходиться у зоні, котра характеризується океанічним кліматом субтропічних нагір'їв. Найтепліший місяць — червень із середньою температурою 23.9 °C (75 °F). Найхолодніший місяць — січень, із середньою температурою 13.9 °С (57 °F).
| Клімат Менлана          | Клімат Менлана | Клімат Менлана | Клімат Менлана | Клімат Менлана | Клімат Менлана | Клімат Менлана | Клімат Менлана | Клімат Менлана | Клімат Менлана | Клімат Менлана | Клімат Менлана | Клімат Менлана | Клімат Менлана |
| Показник                | Січ.           | Лют.           | Бер.           | Квіт.          | Трав.          | Черв.          | Лип.           | Серп.          | Вер.           | Жовт.          | Лист.          | Груд.          | Рік            |
| Середній максимум, °C   | 23             | 25             | 28             | 30             | 30             | 28             | 27             | 28             | 28             | 26             | 24             | 22             | 26             |
| Середня температура, °C | 14             | 16             | 19             | 21             | 23             | 24             | 23             | 24             | 23             | 21             | 18             | 15             | 20             |
| Середній мінімум, °C    | 6              | 6              | 9              | 13             | 17             | 20             | 20             | 19             | 18             | 16             | 12             | 8              | 13             |
| Норма опадів, мм        | 21             | 13             | 16             | 39             | 169            | 263            | 349            | 313            | 188            | 152            | 79             | 27             | 1630           |
| ----------------------- | -------------- | -------------- | -------------- | -------------- | -------------- | -------------- | -------------- | -------------- | -------------- | -------------- | -------------- | -------------- | -------------- |
| Джерело: Weatherbase    |                |                |                |                |                |                |                |                |                |                |                |                |                |